# 国立病院機構愛媛医療センター附属看護学校

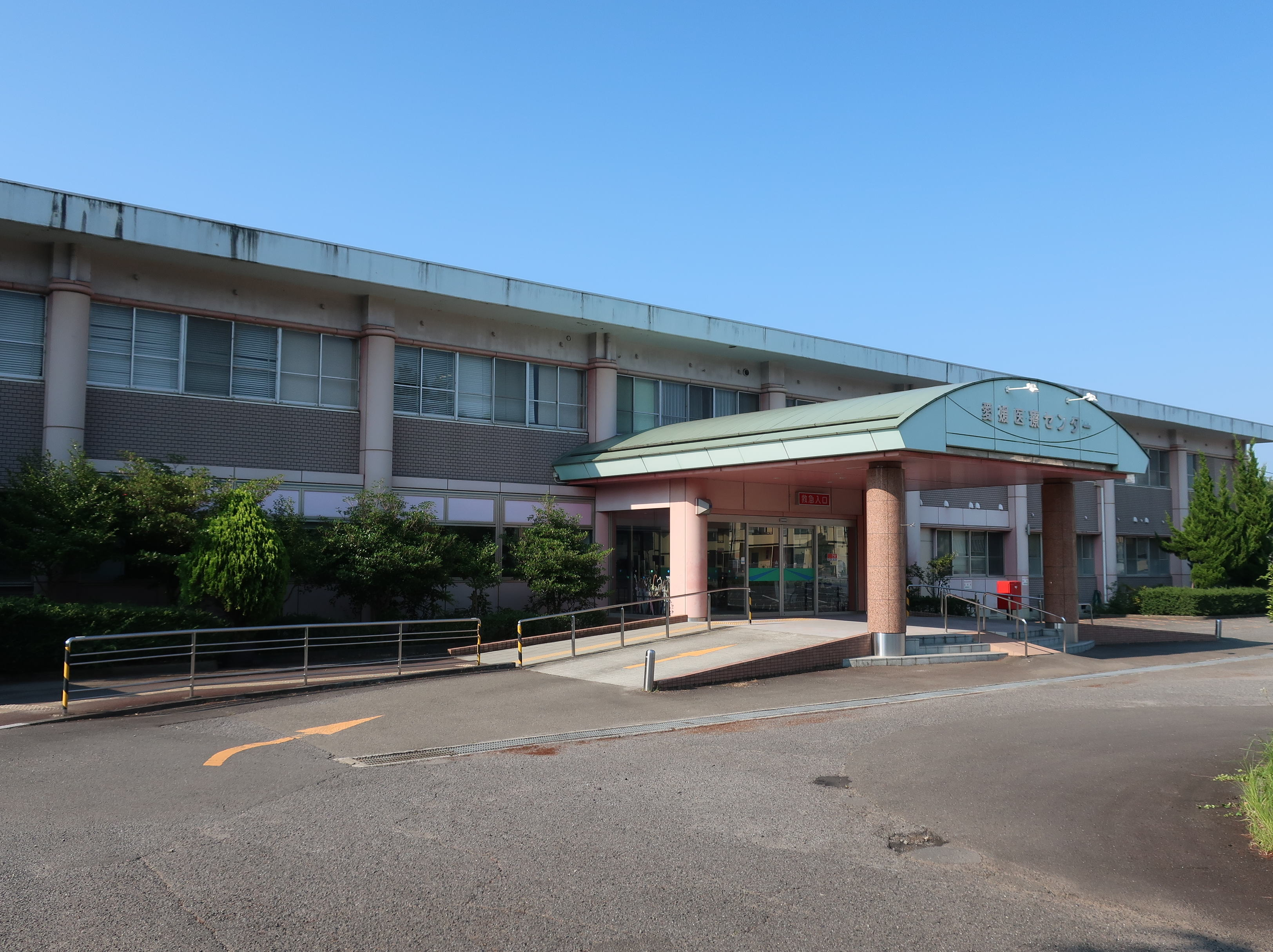
愛媛医療センター

国立病院機構愛媛医療センター附属看護学校（こくりつびょういんきこうえひめいりょうセンターふぞくかんごがっこう）は、独立行政法人国立病院機構が運営する専修学校である。愛媛医療センターを母体病院とする。

## 概要
- 所在地 - 愛媛県東温市見奈良1545-1

## 沿革
- 1939年 - 傷痍軍人愛媛療養所附属看護婦養成所設立。
- 1945年 - 厚生省に移管し国立愛媛療養所附属看護婦養成所に改称。
- 1974年 - 国立療養所愛媛病院附属准看護学院に改称。
- 1975年 - 国立療養所愛媛病院附属看護学校に改称。
- 1976年 - 専修学校となる。
- 2004年 - 独立行政法人国立病院機構愛媛病院附属看護学校に改称。
- 2013年 - 独立行政法人国立病院機構愛媛医療センター附属看護学校に改称。

## 周辺
- 国立病院機構愛媛医療センター
- 愛媛大学医学部
- 愛媛大学医学部附属病院
- 愛媛県立みなら特別支援学校
- 愛媛県立東温高等学校

## アクセス
鉄道伊予鉄道横河原線愛大医学部南口駅から徒歩約5分。
バス伊予鉄バス看護学校入口停留所から徒歩約3分。